# Жиар Али
Жиар Али е кюрдски активист за правата на ЛГБТ, активист за правата на животните, журналист, певец и автор на песни от Сулеймания, Ирак, известен с приноса си за правата на ЛГБТ в Иракски Кюрдистан.
Али, бивш служител по въпросите на медиите и комуникациите в Расан, основава Yeksani – инициатива, насочена към застъпничество за правата на ЛГБТ в региона Кюрдистан. Той е съосновател на първата провеганска организация за защита на правата на животните Kurdistan Vegans. Работил е на свободна практика за новинарски организации, като се е фокусирал върху музикалната журналистика и политическите и социалните въпроси.
През 2020 г. Али е обект на поредица от медийни пропагандни атаки срещу ЛГБТ общността и е заплашван с убийство и нападение. Нападенията се увеличават значително, след като Али изнася реч на Глобалния прайд на 27 юни 2020 г., организиран от "InterPride".
Той критикува Асаиш и регионалното правителство на Кюрдистан за операция, при която са задържани ЛГБТ хора в Сулеймания. Акцията се провежда, след като Асаиш обърква всички гейове със секс работници, а Али се опитва да се справи с объркването в интервю за Middle East Eye. Отричайки, че всички членове на ЛГБТ общността в Кюрдистан са секс работници, той обвинява КРГ, че е накарала някои от тях да се занимават със секс и казва, че проституцията е последният избор за изкарване на прехраната.

## Личен живот
Роден е на 2 септември 1999 г. Али е най-малкият от 5 братя и сестри. В интервю за сайта makanati.net споделя, че се е разкрил пред майка си и по-голямата си сестра през 2017 г., когато основава фондация Lava – нерегистрирана организация, работеща за повишаване на осведомеността по въпросите на ЛГБТ.
Подобно на огромното мнозинство от обществото, семейството ми подхождаше към [сексуалността] затворено, без да разполага с никаква информация, обиждаше [тези, които са гейове]. Когато прекарвах време с тях, понякога те се впускаха в агресивни разговори и отправяха обиди към ЛГБТ хората. [...] Напусках стаята мълчаливо, защото имах чувството, че тези обиди са насочени към мен. [...] Многократно се опитвах да се променя и да се подложа на "лечебно лечение", но без резултат. Стигнах до извода, че това съм аз, приех се и продължих напред. - Али, за преживяванията си със семейството и сексуалността.
В интервю за Фестивала на куиър филмите в Утрехт Али разказва за отношенията със семейството си, като съобщава, че е бил отхвърлен и изгонен от семейната къща, когато се е разкрил публично, и е получил смъртни заплахи от брат си.
Али води растителен начин на живот и през 2018 г. става съосновател на Kurdistan Vegans - сред първите вегански организации в Ирак, която се фокусира върху екологията, както и върху повишаване на осведомеността за "здравословния начин на живот" едновременно с повишаване на осведомеността за веганския начин на живот. Веган от 5 години, той е обсъждал трудностите на този начин на живот в Ирак; веганските продукти са оскъдни, трудно се намират и често са на завишени цени. По време на интервю твърди, че преди работата им в Kurdistan Vegans не е имало специализирани вегански ресторанти, но след тяхното застъпничество в неговия регион е обявен такъв.

## Активизъм
Али започва активната си дейност през 2017 г. с краткотрайната фондация "Лава", а в края на 2019 г. е нает от "Расан"; след това дейностите на фондация "Лава" са включени в "Расан". След повече от година работа в "Расан" Али напуска организацията и основава "Йексани". Активността на Али се фокусира върху повишаване на осведомеността за проблемите на регионалната ЛГБТ общност, представяне на проблемите на общността пред обществеността и международните участници с цел насърчаване на действия и нормализиране на общността в кюрдското общество. той подчертава, че условията на живот на ЛГБТ+ в Кюрдистан са лоши поради липсата на обществена осведоменост.
Хомосексуалистите трябва да бъдат защитени от закона и да не бъдат дискриминирани, [хомосексуалността] е естествено човешко желание, а не болест. Всяко работно място трябва да бъде законово принудено да приобщава ЛГБТ хората към възможностите за работа и дори местните сили за сигурност трябва да се отнасят по-добре с тях. - Али в интервю за кюрдското информационно издание Peregraf.
Активизмът на Али се основава на социалните медии. той редовно повишава осведомеността относно правните вратички, използвани за задържане на ЛГБТ хора, и отбелязва в интервю за BBC Persian, че членове 393, 394, 400 и 401 се използват за незаконно задържане на ЛГБТ хора. Али е също така активист за правата на животните и бивш ръководител на проекта на Кюрдистан Веганс, където организира и координира събитията по случай Световния ден на веганите в продължение на две последователни години.
Бил е журналист в Spee Media, местна независима новинарска медия. Там Али се фокусира върху музикалната журналистика, като в повечето от работите му е представен Wild Fire. Али пише и за конфликтите в Близкия изток, правата на ЛГБТ+ в Ирак, както и за социални и граждански въпроси.
На 17 май 2020 г. посолствата на Европейския съюз (ЕС), Великобритания и Канада издигат знамето на гордостта в централите си в Багдад, което предизвиква масов отпор, принуждавайки посолството на ЕС да свали знамето след няколко часа. Това предизвиква кампания на омраза срещу ЛГБТ общността в Ирак, която е подкрепена от видими иракски политици. Али пише обширен доклад за напредъка и влошаването на положението на ЛГБТ хората в Ирак, който е публикуван на уебсайта на Расан, като съобщава за убийства на хора, възприемани като гейове, както и за послания на омраза, излъчени по националната телевизия. докладът по-късно е използван за оценки и допълнителни проучвания относно правата на ЛГБТ хората в региона.
По време на интервю Али обсъжда трудностите, свързани с това да бъдеш част от ЛГБТ+ общността и да си намериш жилище, като съобщава, че на много ЛГБТ+ младежи се отказва наем или не им се продават имоти, така че те са принудени да сключат брак с противоположния пол, само за да имат къде да живеят. Той също така говори за това как Дирекцията на неправителствените организации са направили невъзможно регистрирането на ЛГБТ организации в региона.

### Операция в Сулаймания
На 1 април 2021 г, се появи новина, че асаиите (кюрдските сили за сигурност) са разположили контролни пунктове в околностите на Сулаймания и са задържали редица лица, възприемани като хомосексуалисти. Въпреки че голям брой хора изразиха в социалните медии гнева си от операцията, седемнадесет членове на провинциалния съвет на Сулаймания подписаха петиция в подкрепа на арестите. Али ръководи онлайн кампанията "Take Action" чрез "Yeksani", която получава широка глобална подкрепа и спомага за привличането на вниманието на "Амнести интернешънъл", консулството на САЩ в Ербил, "Хюман райтс уоч", "ILGA Asia" и други международни, национални и местни групи. Решението за провеждане на операцията е повлияно от консервативни групи в региона, особено от Групата за справедливост на Кюрдистан.
Според Али в рамките на операцията са задържани 15 лица (някои от които непълнолетни), а на местата, за които се смята, че са популярни сред ЛГБТ хората, са били изградени контролно-пропускателни пунктове. Според него Асаиш не прави разлика между ЛГБТ секс работниците и другите членове на общността или по-късно фокусира операцията си върху проституцията, за да избегне международен отзвук. Али изтъкна "тестовете" на силите за сигурност върху заподозрени лица, за да се установи дали са имали сексуален контакт преди ареста им, като нарече тестовете престъпни и унизителни. Той заяви пред Middle East Eye, че "дори хората да прибягват до сексуални услуги, вината е на правителството, тъй като това е последният им избор за препитание".
Али неколкократно заявява пред медиите, че животът на общността е в опасност и че се страхува да не го хванат на някой от контролно-пропускателните пунктове, тъй като е открит гей След местен и международен натиск от страна на организации за граждански права и активисти, Асаиш прекратява операцията, освобождава задържаните и публикува изявление, че разследва съобщения за проституция в региона и не "цели конкретни обществени групи".
Заради дискриминацията, последвана от операцията, Али съобщава, че много ЛГБТ хора (включително и той самият) се чувстват изключени от кюрдското общество. Много други също наричат операцията нехуманна и престъпна. Али критикува други неправителствени организации, които твърдят, че работят за правата на ЛГБТ, и казва, че "макар да получават огромни средства, те не предприемат никакви действия в действителност", и ги признава за символични субекти.

### Съдебен иск
На 22 февруари 2021 г. е обявено, че срещу Расан е заведено дело от ислямистки депутат от Групата за справедливост на Кюрдистан, тъй като организацията се застъпва за правата на ЛГБТ+ на местно ниво и това е "против ценностите на кюрдската култура" В отговор на обвинението Расан заявява, че ще се защити срещу иска в съда и че работи за всички еднакво. Али се изказва срещу депутата по време на интервю на живо в Rudaw, като защитава ЛГБТ+ общността и казва, че коментарите на депутата са "неоснователни и не се основават на никакви научни доказателства".